# 광주지방법원 순천지원
광주지방법원 순천지원은 광주지방법원 관할구역 중 순천시, 여수시, 광양시, 고흥군, 보성군, 구례군의 재판을 관할하는 지방법원이다.

## 관할 구역
- 재판관할
  - 순천지원: 순천시, 여수시, 광양시, 고흥군, 보성군, 구례군
  - 여수시법원: 여수시
  - 광양시법원: 광양시
  - 고흥군법원: 고흥군
  - 보성군법원: 보성군
  - 구례군법원: 구례군
- 등기관할
  - 순천지원 등기과: 순천시
  - 여수등기소: 여수시 일부
  - 여천등기소: 여수시 일부
  - 광양등기소: 광양시
  - 고흥등기소: 고흥군
  - 보성등기소: 보성군
  - 구례등기소: 구례군

## 지원장
| 순번 | 이름   | 재임 기간                           |
| ---- | ------ | ----------------------------------- |
| 1대  | 김선향 | 1945년 12월 28일 ~ 1949년 11월 14일 |
| 2대  | 강중완 | 1950년 12월 22일 ~ 1956년 7월 23일  |
| 3대  | 노병건 | 1956년 7월 24일 ~ 1958년 12월 22일  |
| 4대  | 김병규 | 1959년 1월 10일 ~ 1960년 1월 19일   |
| 5대  | 양회철 | 1960년 1월 20일 ~ 1963년 2월 27일   |
| 6대  | 최용관 | 1963년 2월 28일 ~ 1968년 6월 24일   |
| 7대  | 박영서 | 1968년 2월 25일 ~ 1969년 4월 6일    |
| 8대  | 허진명 | 1969년 4월 7일 ~ 1973년 3월 31일    |
| 9대  | 양회철 | 1973년 4월 1일 ~ 1974년 1월 31일    |
| 10대 | 윤관   | 1974년 2월 1일 ~ 1975년 9월 30일    |
| 11대 | 이형년 | 1975년 10월 1일 ~ 1977년 11월 6일   |
| 12대 | 김용은 | 1977년 11월 7일 ~ 1979년 5월 20일   |
| 13대 | 이석범 | 1979년 5월 21일 ~ 1960년 5월 31일   |
| 14대 | 안종혁 | 1960년 6월 1일 ~ 1981년 8월 31일    |
| 15대 | 양영태 | 1981년 9월 1일 ~ 1984년 8월 31일    |
| 16대 | 김응열 | 1984년 9월 1일 ~ 1987년 3월 14일    |
| 17대 | 김훈   | 1987년 3월 15일 ~ 1988년 7월 31일   |
| 18대 | 맹천호 | 1988년 8월 1일 ~ 1990년 8월 31일    |
| 19대 | 이용회 | 1990년 9월 1일 ~ 1992년 8월 20일    |
| 20대 | 박행용 | 1992년 8월 21일 ~ 1994년 7월 27일   |
| 21대 | 김관재 | 1994년 7월 28일 ~ 1996년 8월 30일   |
| 22대 | 오세욱 | 1996년 9월 1일 ~ 1998년 8월 30일    |
| 23대 | 장광환 | 1998년 9월 1일 ~ 2000년 7월 27일    |
| 24대 | 김용일 | 2000년 7월 28일 ~ 2002년 2월 17일   |
| 25대 | 장병우 | 2002년 2월 18일 ~ 2005년 2월 20일   |
| 26대 | 구길선 | 2005년 2월 21일 ~ 2007년 2월 20일   |
| 27대 | 선재성 | 2007년 2월 21일 ~ 2009년 2월 20일   |
| 28대 | 정경현 | 2009년 2월 21일 ~ 2011년 2월 25일   |
| 29대 | 최수환 | 2011년 2월 28일 ~ 2013년 2월 22일   |
| 30대 | 박길성 | 2013년 2월 25일 ~ 2015년 2월 17일   |
| 31대 | 구희근 | 2014년 2월 24일 ~ 2016년 2월 5일    |
| 32대 | 장준현 | 2016년 2월 22일 ~ 2018년 2월 25일   |
| 33대 | 김상곤 | 2018년 2월 26일 ~ 현재              |